# エアポート'03
『エアポート'03』（CODE 11-14）は、2003年にアメリカ合衆国で放映された、テレビ映画（パニック映画）である。日本では、アルバトロス株式会社よりVHSソフトおよびDVDが発売された。

## あらすじ
連続殺人事件の捜査を担当していたFBI捜査官のカートは、オーストラリアで同様の事件が発生し、犯人が逮捕されたことを知る。
無事、事件が解決し、カートは一緒に旅行に来ていた家族と共に、ジャンボジェット機に乗って帰路につく。だが、逮捕されたのは本当の犯人ではなかった。飛行中、機内でカートの妻ミシェルの座席に、被害者から盗まれたイヤリングが置かれていた。「犯人は機内にいる」と感じたカートは捜査を始める。直接犯人と電話で接触するも、手がかりが見つからず、連続殺人事件と同様の手口で殺害された遺体が機内から見つかる。カートは息子ジョニーを客室乗務員に預け、捜査を続けるが、今度はジョニーが行方不明になってしまう。
必死の捜査を続けるカート。だが突然機体が揺れ始め、海面に向かって下降を始める。コンピュータ室に侵入した犯人は、コンピュータに登録されている制御コードを解除し、制御装置を切り離していたのだった。
制御不能となった機体で、残された切り札はカートだけだった……。

## スタッフ
- 監督：ジーン・デ・セゴンザック
- 製作総指揮：ジョン・ラフィア
- 製作：ジョエル・S・ライス
- 脚本：ジェームズ・カーンズ
- 撮影：デイヴィット・ローマン
- 音楽：J・ピーター・ロビンソン
- 編集：アラン・バーガーテン

## キャスト
- カート・ノヴァク：デイヴィット・ジェイムズ・エリオット
- ミシェル・ノヴァク：テリー・ファレル
- ジャスティン・ショー：スティーヴン・ラング
- アンドレア・マキンロイ：ナンシー・チェンバース
- コープランド機長：ジェラルド・マクガイア
- ジョニー・ノヴァク：マイレス・ジェフリー

### 吹き替え
- カート：山路和弘
- ミシェル：田中敦子
- アンドレア：佐藤しのぶ
- ジャスティン：伊藤昌一
- コープランド機長：小島敏彦
- ジョニー：浅井清己
- その他の声の吹き替え：落合弘治／喜多川拓郎／紗ゆり／柳沢栄治／高瀬右光／望月健一／依田行生／片桐真衣／小林美奈

## 注
1. ↑  この作品は、『大空港』に始まる「エアポート・シリーズ」とは関係がない。また、アルバトロス株式会社は、他にもエアポートを冠したタイトルでソフトを発売しているが、それらの作品とも制作上直接の関係はない。